# Equipe mongol na Copa Davis
A equipe mongol na Copa Davis representa a Mongólia na Copa Davis, principal competição de tênis masculina por equipes do mundo. É administrada pela Mongolian Tennis Association.